# Ухуан
Ухуан (на китайски: 烏桓; на пинин: Wūhuán) са група протомонголски народи, обитавали югозападна Манджурия от II век пр.н.е. до VII век.
Ухуан са едната от двете групи, наред със сиенбей, образувала се от народа дунху, след неговия разгром от хунския владетел Маодун през 208 година пр.н.е. Първоначално са подчинени на хунну, а през I век пр.н.е. са завладени от империята Хан. С нейния упадък в края на II век ухуан се включват активно в гражданските войни, а през IV век са подчинени от сиенбей. Въпреки това те продължават да се споменават в китайски източници до VII век. За потомци на ухуан се смятат кумоси.